# Periferia de las Islas Jónicas
La periferia de las Islas Jónicas (en griego: Περιφέρεια Ιονίων Νήσων, romanizado: Periféreia Ioníon Níson) es una de las 13 periferias de Grecia. Está situada en el suroeste del país y compuesta por el archipiélago homónimo de las islas Jónicas, el grupo de islas costeras localizadas en el mar Jónico. Su capital es la ciudad de Corfú, situada en la isla homónima.